# Garovaglia zantenii
Garovaglia zantenii är en bladmossart som beskrevs av During 1977. Garovaglia zantenii ingår i släktet Garovaglia och familjen Pterobryaceae. Inga underarter finns listade i Catalogue of Life.